# NGC 5991
NGC 5991 este o galaxie spirală situată în constelația Șarpele. A fost descoperită în 13 iunie 1879 de către Édouard Stephan⁠(d). Se află la o distanță de 99,63 de megaparseci de Pământ.